# Лайко, Пётр Гаврилович
Пётр Гаври́лович Лайко́ (укр. Петро Гаврилович Лайко; 27 сентября (10 октября) 1910, Екатеринослав, Российская империя — 28 февраля 1988, Днепропетровск, Украинская ССР) — советский футболист, нападающий киевского «Динамо» и днепропетровской «Стали» 1930-х и 1940-х годов, первый среди воспитанников днепропетровского футбола мастер спорта СССР.

## Футбольная биография

### Карьера игрока
Играть в футбол Пётр Лайко начинал в дворовых командах родного Екатеринослава. Позже поступил в железнодорожный техникум, где продолжая играть в футбол привлёк внимание тренеров сильнейшей в 1920-х годах команды города «Желдор». Сначала играл в её молодёжных составах а с 18 летнего возраста стал выступать за первую команду. С этого же коллектива получил приглашение в сборную Днепропетровска, за которую играл с 1929 по 1936 годы. В её составе принял участие в международных матчах против команды Рабочего союза Германии — 3:0, состоявшейся в 1932 году, а в следующем приложил усилия к разгрому сборной Рабочей спортивной Федерации Испании — 8:0. В обеих поединках форвард забил по два гола. По итогам сезона 1933 года, впервые был учреждён официальный список «33 лучших футболистов СССР», куда был включён и Пётр Лайко, к тому времени уже представлявший днепропетровское «Динамо», куда он перешёл в 1932 году.
В августе 1933 года Лайко стал первым днепропетровцем, сыгравшим в составе сборной УССР, приняв участие в первом международном матче (на уровне сборных), команды республики против сборной Турции, которая до этого обыграла в Москве сборную СССР 2:1. Матч, проходивший на стадионе «Динамо» в Харькове, завершился победой украинцев 3:2. А 20 августа 1934 года, форвард снова принял участие в матче этих же сборных, на этот раз проходившем в Киеве и завершившейся победой сборной УССР со счётом 4:3. Лайко отличился хет-триком, забив в том числе и победный гол. А в следующем году нападающий стал участником турне сборной республики по Бельгии и Франции, в ходе которого украинцы одержали сенсационную победу над профессиональным клубом «Ред Стар» — 6:1.
Весной 1936 года стартовал первый чемпионат СССР среди клубных команд. Динамовцы Днепропетровска стартовали в группе «Б», но выступили неудачно, заняв предпоследнее место среди 8 команд. Лайко, с 1935 года ставший капитаном команды, провёл 5 поединков отличившись лишь одним голом, забитым в ворота ленинградского «Спартака». Осенний чемпионат команда провела уже в группе «В».
Сезон 1937 года форвард начал уже в составе киевского «Динамо». Дебют в высшем футбольном дивизионе состоялся в матче «Динамо» (Киев) — «Металлург» (Москва) 0:2, а 17 августа в выездном поединке против московского «Спартака», отличился и своим первым голом в элите, на 89 минуте дальним ударом послал мяч за спину, неосмотрительно вышедшему с ворот, легендарному голкиперу Анатолию Акимову, установив итоговый результат 1:2. Этот гол принёс киевлянам первую в истории чемпионатов СССР победу над спартаковцами. В том же году Пётр, в составе своей команды, становится бронзовым призёром чемпионата, а по итогам следующего сезона попадает в список «55 лучших футболистов» страны. В этом же сезоне, в поединке против московских «Крыльев Советов» 4:1, второй гол забитый Лайко в ворота соперника, стал для динамовцев юбилейным — 100 голом в чемпионатах СССР. После ареста в 1938 году капитана динамовцев Константина Щегоцкого, капитанская повязка была доверена Петру Лайко, который в сезоне 1940 года, забив 9 голов стал лучшим бомбардиром в своей команде.
После начала Великой Отечественной войны, вместе с другими киевскими футболистами был направлен в Иваново, где был играющим тренером команды «Основа». В 1943 году был откомандирован в Казань, где выступал за местные динамовские коллективы. После освобождения Украины вернулся в Киев, принимал участие в возрождении «Динамо», но в послевоенном чемпионате за киевскую команду так и не сыграл. В 1946 году вернулся в Днепропетровск, где в течение следующих двух сезонов играл за выступавшую в классе «Б» «Сталь», был её капитаном. Покинув команду мастеров, ещё почти три года выходил на поле в областном первенстве, защищая цвета местного «Динамо». Окончательно оставил игровую карьеру в 41 год.

### После окончания игровой карьеры
Повесив бутсы на гвоздь, работал слесарем на Вагоноремонтном заводе. Позже тренировал любительскую футбольную команду «Локомотив» вагоноремонтного завода имени Кирова. В 1980 году, в честь 70 летия Петра Гавриловича Лайко, состоялся матч ветеранов «Днепра» и киевского «Динамо».

## Семья
Со своей будущей супругой, Клавдией Коробковой познакомился в 1943 году, в Казани. Вместе воспитывали её сына от первого брака Александра, который в дальнейшем занимался баскетболом. Внук Петра Гавриловича — Владимир Коробков, стал известным баскетболистом и тренером, мастером спорта международного класса.

## Память
- Именем Петра Лайко назван стадион Вагоноремонтного завода в Днепре, на котором работал Пётр Гаврилович

## Достижения
- Бронзовый призёр чемпионата СССР: (1937)
- Чемпион Украинской ССР: (1935)
- Обладатель Кубка УССР: (1938), (1944)
- В списках «33 лучших» в СССР: (№ 3 — 1933)
- В списках «55 лучших» в СССР: (№ 3 — 1938)